# ノックは無用 (映画)
『ノックは無用』（ノックはむよう、Don't Bother to Knock）は、1952年のアメリカ合衆国のサスペンス映画。監督はロイ・ウォード・ベイカー、出演はリチャード・ウィドマークとマリリン・モンローなど。原作は米国のミステリー作家シャーロット・アームストロングの小説『ノックは無用（原題：Mischief）』。

## ストーリー
ホテルのエレベーターボーイとして働いているエディのもとに、姪のネルがやってくる。
ネルはエディの紹介でホテルに宿泊しているジョーンズ夫妻の幼い娘のベビーシッターをすることになった。
パイロットのジェドは歌手である恋人のリンに一方的に別れ話をされ、イライラしていた。
ホテルの部屋に戻ると、向いの部屋にいるネルの姿に興味を惹かれたジェドはネルのいる部屋に電話をかける。
するとネルもその気になり、ジェドを部屋に招き入れる。
たわいない会話の中でジェドがパイロットであると知ったネルは様子が変わる。
ネルはパイロットだった恋人を亡くして以来、精神に異常を来していたのだ。
ジェドを死んだ恋人と思い込んだネルは常軌を逸した行動をとり始める。

## キャスト
| 役名               | 俳優                      | 日本語吹替                                    |
| 役名               | 俳優                      | 日本テレビ版                                  |
| ------------------ | ------------------------- | --------------------------------------------- |
| ネル・フォーブス   | マリリン・モンロー        | 加賀まりこ                                    |
| ジェド・タワーズ   | リチャード・ウィドマーク  | 大塚周夫                                      |
| リン・レスリー     | アン・バンクロフト        | 公卿圭子                                      |
| エディ             | エリシャ・クック・Jr      | 藤岡琢也                                      |
| バニー             | ドナ・コーコラン          | 芳賀蓉子                                      |
| ジョンズ           | ジム・バッカス            | 若山弦蔵                                      |
| ジョンズ夫人       | ルリーン・タトル          | 林さち子                                      |
| バル―              | ドン・ベドー              | 小池明義                                      |
| バル―夫人          | ヴェルナ・フェルトン      | 中原郁江                                      |
| バーテン           | ウィリス・ボーシェイ      | 大宮悌二                                      |
| ロシェル           | ジーン・キャグニー        | 千倉すみ子                                    |
| クラーク           | オラン・ソウル            | 肝付兼太                                      |
| マクマードック夫人 | グレイス・ヘイル          | 沼波輝枝                                      |
| 写真屋             | グロリア・ブロンデル      | 伊東阿津子                                    |
| アナウンサーの声   | チャールズ・J・コンラッド | 愛川欽也                                      |
| 司会者             |                           | 和田啓                                        |
| パット             | マイケル・ロス            | 小林修                                        |
| 交換手             | マージョリー・ホリデイ    | 渡辺知子                                      |
| ボーイ長           | ディック・コーガン        | 細井重之                                      |
| 警官               | チャールズ・フリン        | 雨森雅司                                      |
| 男(1)              |                           | 青野武                                        |
| 男(2)              |                           | 家弓家正                                      |
| 男(3)              |                           | 井関一                                        |
|                    |                           |                                               |
| 演出               | 演出                      | 好川純                                        |
| 翻訳               | 翻訳                      | 佐藤一公                                      |
| 効果               | 効果                      | 美見和良/六川渉右                             |
| 調整               |                           |                                               |
| 制作               | 制作                      | 東京プロモーション                            |
| 解説               |                           |                                               |
| 初回放送           | 初回放送                  | 1964年4月8日 『日曜ロードショー』 20:00-21:25 |

## 作品の評価
Rotten Tomatoesによれば、11件の評論の全てが高評価で、平均点は10点満点中6.8点となっている。